# Reichsregierung
Als Reichsregierung oder Reichsleitung wird zum einen die Provisorische Zentralgewalt des kurzlebigen Deutschen Reichs von 1848/49 bezeichnet, zum anderen der Reichskanzler und die ihm unterstellten Staatssekretäre oder Minister, denen von 1871 bis 1945 die Staatsführung des Deutschen Reiches oblag.
Die Paulskirchenverfassung von 1849 sah als Verfassungsorgan ausdrücklich eine Reichsgewalt mit Reichsministern und einer kollegialen Reichsregierung vor. Nach der Bismarckschen Reichsverfassung von 1871 dagegen, ernannte der Kaiser lediglich einen Reichskanzler, aber keine Minister. Dem Kanzler waren Staatssekretäre unterstellt, die jeweils ein Reichsamt leiteten, zum Beispiel das des Innern oder das Marineamt. Eine Reichsregierung als Kollegialorgan gab im Kaiserreich also nicht. Daher bürgerte sich der Begriff Reichsleitung ein.
Erst mit Inkrafttreten der Weimarer Verfassung 1919 gab es wieder das Verfassungsorgan Reichsregierung. Es bestand aus dem Reichskanzler, der anfangs noch den Titel Reichsministerpräsident trug, und den Reichsministern. Die Weimarer Reichsverfassung blieb auch nach der Machtergreifung Adolf Hitlers und der NSDAP 1933 de jure bestehen und damit auch die Reichsregierung. Eine kollegiale Führung der Regierungsgeschäfte lief den Interessen des „Führers und Reichskanzlers“  Hitler jedoch zuwider. Das Kabinett tagte im Laufe der Zeit immer seltener und verlor als Gremium schließlich jede Bedeutung.
Im Jahr 1949 führte das Grundgesetz für die Bundesrepublik Deutschland den Begriff der Bundesregierung für das Kollegialorgan aus Bundeskanzler und Bundesministern ein. Eine Besonderheit blieb dabei der Name des deutschen Außenministeriums. Es handelt sich um das ehemalige preußische Außenministerium, das 1870 zum Auswärtigen Amt des Norddeutschen Bundes wurde. Auch heute noch heißt es aus Gründen der Tradition Auswärtiges Amt.

## Reichsregierung der Revolutionszeit (1848/1849)
Die Nationalversammlung beschloss am 28. Juni 1848 ein Reichsgesetz über die Einführung einer provisorischen Zentralgewalt für Deutschland. Demnach bestand die Zentralgewalt aus einem Reichsverweser sowie Ministern, die die vollziehende Gewalt in allen Angelegenheiten der „allgemeinen Sicherheit und Wohlfahrt des deutschen Bundesstaats“ übernahmen. Der Reichsverweser ernannte und entließ die Minister. Am 12. Juli 1848 beschloss der Bundestag, seine Befugnisse auf den Reichsverweser zu übertragen. Zum 15. Juli ernannte der Reichsverweser die ersten drei Minister, im August kam das erste gesamtdeutsche Kabinett zustande, das Kabinett Leiningen.
In der Folge wurde, entsprechend dem damaligen Brauch im Konstitutionalismus, die Gesamtheit der Minister als Reichsministerium bezeichnet. Daneben gibt es die Bezeichnungen Reichsregierung und ferner Ministerrat für die Sitzungen der Minister. Das entstehende Deutsche Reich der Revolutionszeit hatte nur eigene wenige Mitarbeiter und kaum einen Machtapparat (unter anderem unterstanden dem Reich die Bundesfestungen und die Reichsflotte). Es gelang ihr letztlich nicht, deren Regierungen und Streitkräfte sich unterzuordnen. Sie war auf den guten Willen der Einzelstaaten angewiesen, die weiterhin die Macht in Deutschland behielten.
Trotz des gewaltsamen Endes der Nationalversammlung im Mai 1849 blieb der Reichsverweser mit seinen neu ernannten Regierungen im Amt. Erst zum 20. Dezember 1849 übertrug er seine Befugnisse einer österreichisch-preußischen Bundeszentralkommission. Obwohl 1851 der wiederhergestellte Bundestag die Reichsgesetzgebung für ungültig erklärte, wurde die Legitimation und Legalität der Reichsverweser-Regierung nie in Frage gestellt.

## Monarchischer Bundesstaat (1867–1918)

### Entwicklung bis 1914

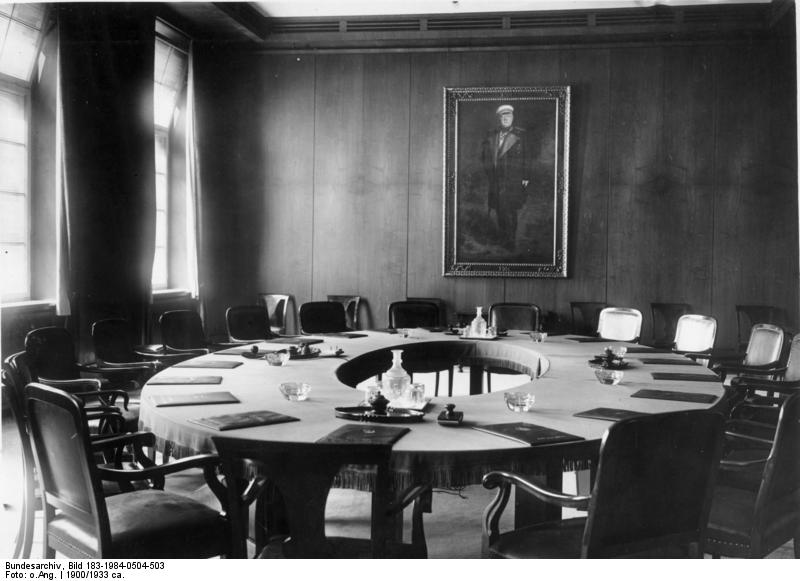
Sitzungssaal des Kabinetts in der Alten Reichskanzlei, um 1900

Im 1867 gegründeten Norddeutschen Bund gab es nur einen einzigen verantwortlichen Minister, nicht dem Namen, aber der Sache nach. Der Bundeskanzler hatte keine Kollegen, die Leiter der obersten Bundesbehörden waren ihm als Beamte unterstellt und weisungsgebunden. 1871 wurde der Norddeutsche Bund in Deutsches Reich und der Bundeskanzler in Reichskanzler umbenannt.
Auch im Kaiserreich gab es offiziell keine Reichsregierung. 
Als höchstes Organ galt der Bundesrat als Organ der verbündeten Regierungen, der meist fürstlichen Regierungen der Bundesstaaten. Der preußische König war Inhaber des Bundespräsidiums und führte dazu ab 1871 den Titel des Kaisers. Der Kanzler wurde in der Verfassung nur sehr bündig genannt:
Art. 15 Abs. 1: „Der Vorsitz im Bundesrathe und die Leitung der Geschäfte steht dem Reichskanzler zu, welcher vom Kaiser zu ernennen ist.“
Art. 17: „Dem Kaiser steht die Ausfertigung und Verkündigung der Reichsgesetze und die Überwachung derselben zu. Die Anordnungen und Verfügungen des Kaisers werden im Namen des Reichs erlassen und bedürfen zu ihrer Gültigkeit der Gegenzeichnung des Reichskanzlers, welcher dadurch die Verantwortlichkeit übernimmt.“
In der Verfassungspraxis kam hinzu, dass der Reichskanzler fast immer preußischer Ministerpräsident und preußischer Außenminister in einer Person war.
Auch wenn Bismarck die Bezeichnung Reichsregierung im amtlichen Sprachgebrauch verboten hatte, so verwendete man Ausdrücke wie Kaiserliche Regierung gegenüber dem Ausland. Das Stellvertretungsgesetz von 1878 machte es möglich, dass die Staatssekretäre (die Leiter der obersten Reichsbehörden) anstelle des Reichskanzlers gegenzeichneten. 1913 sagte Vizekanzler Clemens von Delbrück im Reichstag, die Reichsregierung gebe es bereits der Sache, wenn auch nicht der Form nach. Gängiger Ausdruck für die Exekutive war Reichsleitung. Dieser Ausdruck findet sich auch heute noch als Staatsleitung in der deutschen Politikwissenschaft.
Von 1900 bis 1910 machte der Reichskanzler sich vom Kaiser, vom Bundesrat und von Preußen unabhängiger. Als beispielsweise Reichskanzler Leo von Caprivi 1893 den Reichstag auflösen wollte, ließ er noch den Bundesrat zusammenkommen, wo zahlreiche preußische Minister, Reichsstaatssekretäre und Vertreter der Bundesstaaten diskutierten und die Auflösung guthießen. Bülow hingegen hat 1906 die Regierungen der Bundesstaaten nur kurz über seine Absicht, den Reichstag aufzulösen, konsultiert. Unter Zeitdruck konnten sie kaum beraten. Der Bundesrat als Institution wurde nur nachträglich und beiläufig informiert, schreibt der Historiker Manfred Rauh. Er sieht in der Sitzung vom 20. Juni 1914, in der sich Reichskanzler und Ressortchefs sich über künftige Gesetzesentwürfe absprachen, die „erste Sitzung des Reichsministeriums“, das heißt einer Regierung im eigentlichen Sinne.

### Ämter (1914)
Die obersten Reichsbehörden hießen Ämter. Ihre Chefs hießen Staatssekretäre und waren dem Reichskanzler gegenüber verantwortlich. Sie strebten danach, ihr Ressort eigenständig zu leiten; das gelang ihnen gegen Ende des Kaiserreiches recht weitgehend. Das Personal für diese Behörden verdreifachte sich zwischen 1876 und 1914. In letzterem Jahr gab es in der obersten Reichsverwaltung:
- Reichskanzlei als Büro des Reichskanzlers
- Auswärtiges Amt, das übernommene Preußische Außenministerium
- Reichsamt des Innern
- Reichsmarineamt
- Reichsjustizamt
- Reichsschatzamt
- Reichskolonialamt (seit 1907)
- Reichseisenbahnamt (dessen Chef kein Staatssekretär war)
- Reichspostamt
- Reichsamt für die Verwaltung der Reichseisenbahnen in Elsaß-Lothringen und Luxemburg[7], an der Spitze der Preußische Minister der öffentlichen Arbeiten[8]

### Erster Weltkrieg (1914–1918)
Weitere Schritte zur Parlamentarisierung gab es während des Ersten Weltkrieges. Seit 1917 kam es zu langsamen Schritten in Richtung einer preußischen Wahlrechtsreform und auch einer Parlamentarisierung, teilweise unter Eindruck der Russischen Revolution im März. Im Mai schlugen Zentrum und die beiden liberalen Parteien im Verfassungsausschuss vor, dass die Anordnungen des Kaisers vom Kanzler gegengezeichnet werden müssten und der Kanzler die Verantwortung gegenüber dem Reichstag übernehmen müsse.
Ein wichtiger Streitpunkt zwischen Liberalen und Konservativen war die Inkompatibilität nach Art. 9 Satz 2 der Verfassung, dem zufolge niemand zugleich Mitglied des Reichstags und des Bundesrats sein durfte. Ein Reichstagsabgeordneter, der in die Regierung eintrat und in der Regel dann auch preußischer Vertreter im Bundesrat wurde, verlor sein Mandat. Föderalismus und Antiparlamentarismus waren auf diese Weise miteinander verknüpft.

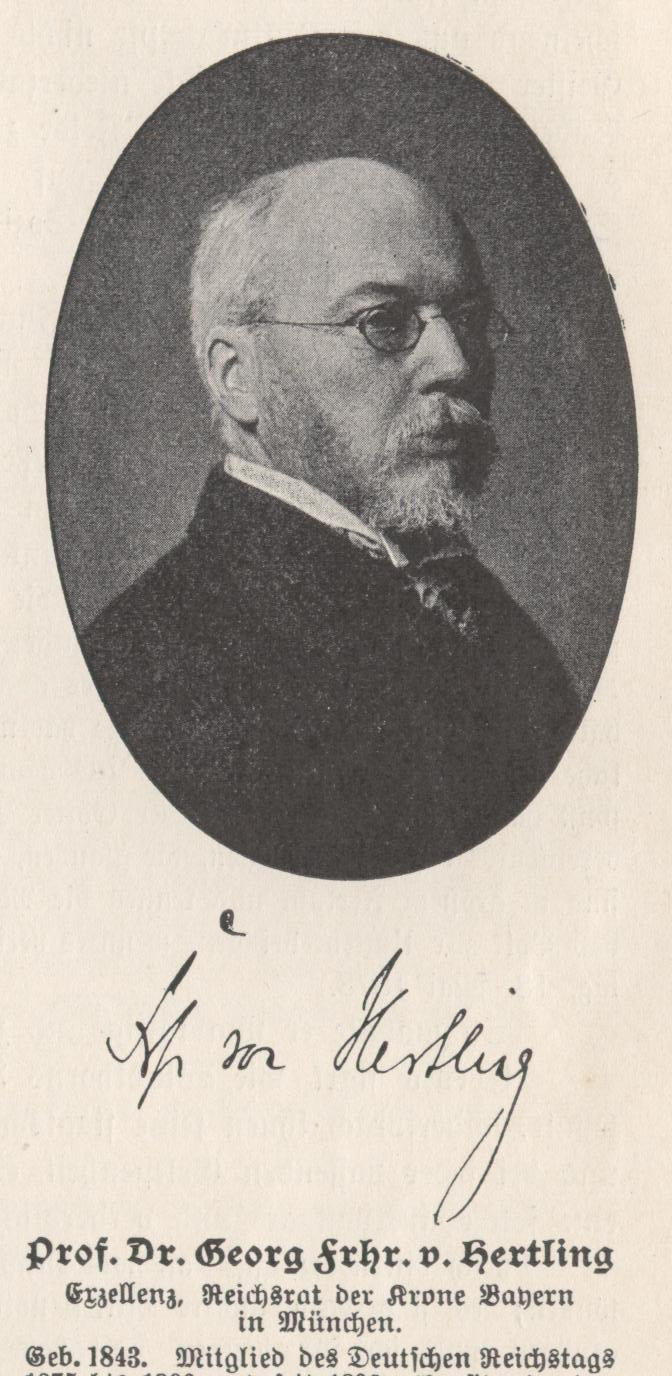
Georg von Hertling war der erste Kanzler, dessen Kabinett durch Beratungen mit den Mehrheitsparteien im Reichstag zustande kam.

Das Kabinett Hertling (November 1917 bis Oktober 1918) war das erste, das nach Beratung mit den drei Mehrheitsparteien des Interfraktionellen Ausschusses zustande gekommen war und von diesen auch sein Regierungsprogramm erhielt. Hertling vom rechten Zentrums-Flügel war gegen die Parlamentarisierung, während sein Vizekanzler, der Linksliberale Friedrich von Payer, der Parlamentarisierung eine längere Übergangszeit geben wollte. Eine Überstürzung sei gefährlich, da die parlamentarische Mehrheit noch stabiler werden müsste. Zunächst solle der Kanzler noch von der Krone ernannt werden, aber in Einvernehmen mit den Mehrheitsparteien handeln.
Die Sozialdemokratische Partei Deutschlands hatte nicht ins Kabinett eintreten wollen, um dessen Bildung nicht zu erschweren. Vor allem sie war unzufrieden, dass die Reformen langsam voranschritten und Hertling auch nicht den Einfluss der Obersten Heeresleitung zurückdrängte. Von einer konsequenten Reform- und Friedenspolitik machte sie ihren Regierungseintritt abhängig.
Wegen der schlechten militärischen Lage entschieden sich Kaiser und OHL zur Bildung einer Regierung auf breiter parlamentarischer Basis, die so schnell wie möglich den USA ein Waffenstillstandsangebot machen sollte. Reichskanzler wurde am 3. Oktober 1918 auf Betreiben von Vizekanzler von Payer der parteilose Max von Baden, der außer Payer den Zentrumsmann Karl Trimborn und den Sozialdemokraten Gustav Bauer in sein Kabinett aufnahm. Hinzu kamen Unterstaatssekretäre, die ebenfalls aus dem Parlament kamen. Um den Parlamentariern das Mandat zu erhalten, übernahmen sie ihre Ämter nur kommissarisch. Da von Baden nicht aus dem Reichstag kam, war das parlamentarische Prinzip noch nicht völlig verwirklicht.
Die Inkompatibilität wurde abgeschafft, als am 8. Oktober der Bundesrat eine Vorlage des Reichstags vom 5. Oktober annahm. An weitere Verfassungsänderungen außer dieser und einigen kleineren dachte das Kabinett nicht. Nun wäre Zeit notwendig gewesen, um die parlamentarische Regierungsweise einzuüben. Aber der US-amerikanische Präsident Woodrow Wilson wollte nur dann einen Waffenstillstand vereinbaren, wenn die alten kriegstreiberischen Mächte Deutschlands entmachtet wurden (zu verstehen: Kaiser und Militär). Die Mehrheitsparteien und die Nationalliberalen lieferten Verfassungsänderungen nach.

## Weimarer Republik (1918–1933)
Novemberrevolution 1918

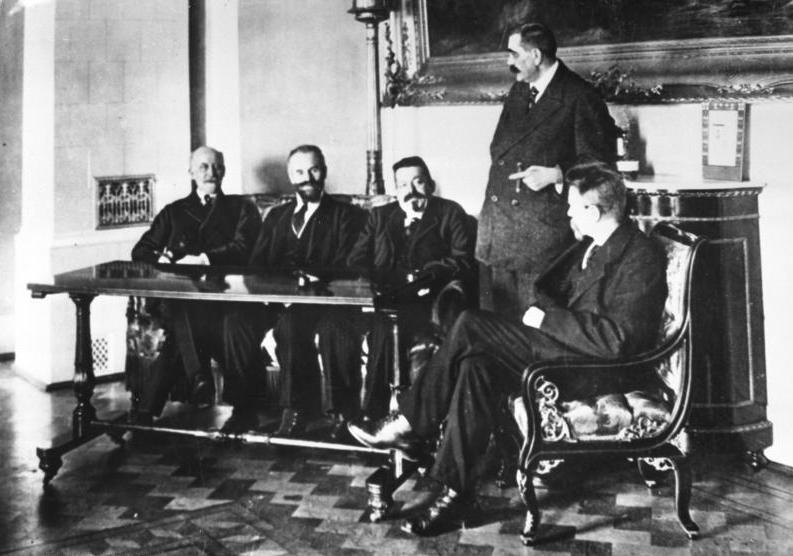
Rat der Volksbeauftragten, ohne die Unabhängigen, dafür mit zwei weiteren Mehrheitssozialdemokraten

Wie sich nach den Oktoberreformen die neue Verfassungswirklichkeit entwickelt hätte, bleibt Spekulation. Vor allem wären eine Reform des Föderalismus und ein neues Wahlrecht in Preußen wichtig gewesen. Als die Stimmung unter den Arbeitern radikaler wurde, gingen die Parteien dazu über, die Abdankung des Kaisers zu fordern. Diese erfolgte am 9. November 1918, Kanzler Baden übergab sein Amt verfassungswidrig dem SPD-Vorsitzenden Friedrich Ebert. In der Novemberrevolution stand ab 10. November der Rat der Volksbeauftragten an der Spitze der Exekutive, als Aufsichtsorgan, während weiterhin Staatssekretäre die Reichsämter leiteten. Drei Mehrheitssozialdemokraten und drei unabhängige bildeten diesen Rat, mit Ebert (MSPD) und Haase (USPD) als gleichberechtigten Vorsitzenden. Am 29. Dezember verließen die USPD-Mitglieder den Rat aus Protest, dass die Sozialdemokraten die revolutionären Unruhen haben niederschlagen lassen und der Zentralrat der Arbeiter- und Soldatenräte dies billigte.
Nationalversammlung (1919–1920)

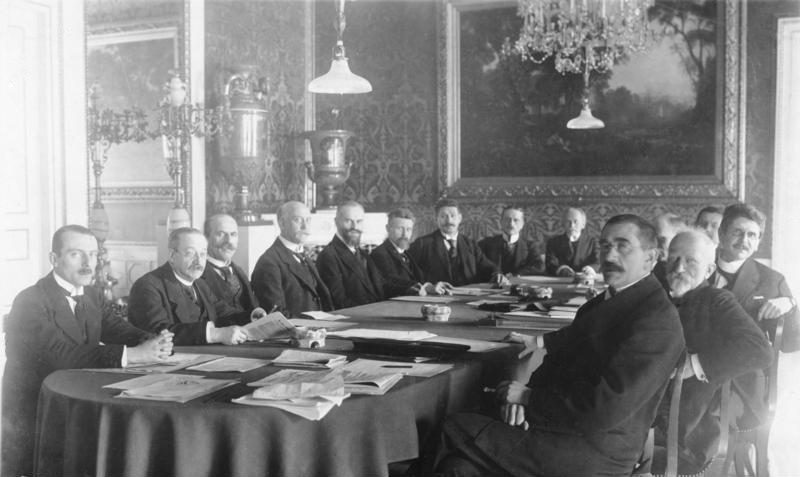
Februar 1919: Die erste unzweifelhaft parlamentarische Regierung Deutschlands, das Kabinett Scheidemann

Die Weimarer Nationalversammlung, am 19. Januar 1919 gewählt, nahm am 10. Februar ein Gesetz über die vorläufige Reichsgewalt an. Am Tag darauf wählte sie Ebert zum Reichspräsidenten, der seinen Parteifreund Philipp Scheidemann eine Regierung zusammenstellen ließ. Der Titel des Regierungschefs war sodann Reichsministerpräsident, die Ressortchefs hießen erstmals Reichsminister. Die neue Reichsverfassung wurde am 11. August angenommen.
Nach dieser Verfassung gab es in der Weimarer Republik eine Reichsregierung, die aus dem Reichskanzler und den Reichsministern bestand. Der Reichskanzler und die von ihm vorgeschlagenen Reichsminister wurden vom Reichspräsidenten ernannt. Kanzler und Minister waren nur insofern vom Vertrauen des Deutschen Reichstages abhängig, als sie nach Artikel 54 der Weimarer Reichsverfassung durch ein Misstrauensvotum gestürzt werden konnten. Der Vorsitz in der Reichsregierung lag beim Reichskanzler, er bestimmte der Verfassung zufolge die Richtlinien der Politik. Jeder Reichsminister leitete ein Ressort selbständig. Meistens waren die Weimarer Regierungen nicht von einer parlamentarischen Mehrheit getragen, sie wurden von den Sozialdemokraten toleriert. Zusätzlich unterstützte der Reichspräsident ab 1930 die Regierung durch Notverordnungen, die größtenteils die Gesetzgebung des Reichstags ersetzten (sogenannte Präsidialkabinette).

## Zeit des Nationalsozialismus (1933–1945)

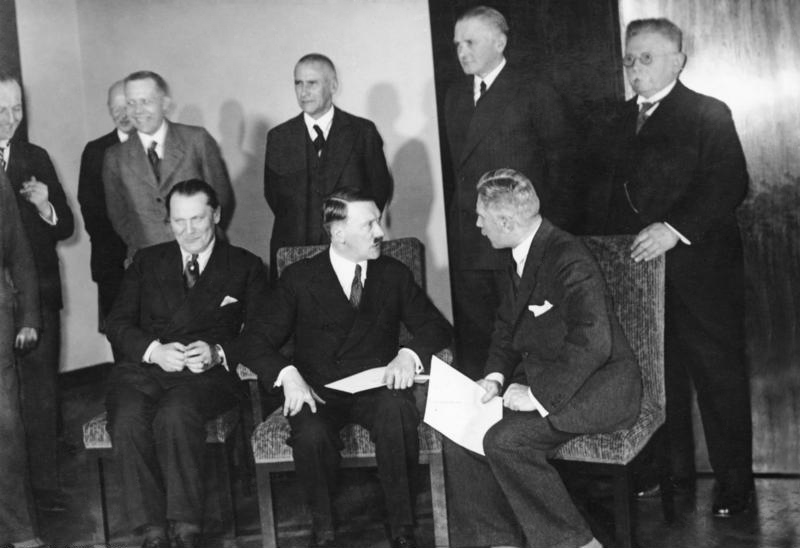
Kabinett Hitler am 30. Januar 1933

Durch das Ermächtigungsgesetz von 1933 erlangte die Reichsregierung als Kollegium das Recht zur (auch verfassungsdurchbrechenden) Gesetzgebung. Jedoch verlor die Reichsregierung in der NS-Zeit, obwohl sie formal bis 1945 weiter bestehen blieb, sehr bald ihren Charakter eines kollegialen Kabinetts: Die Zahl der Kabinettssitzungen im Deutschen Reich nahm rasch drastisch ab, die letzte fand 1938 statt. Adolf Hitler regierte vorzugsweise durch Sonderbevollmächtigte. Die einzelnen Reichsminister wurden strikt dem von ihm durchgesetzten Führerprinzip untergeordnet.
In der Endphase des Zweiten Weltkriegs (nach Hitlers Selbstmord) kam es noch zu zwei Regierungen von kurzer Dauer unter der Führung von Joseph Goebbels (Kabinett Goebbels) bzw. Johann Ludwig Graf Schwerin von Krosigk (Kabinett Schwerin von Krosigk), die aber beide keine faktische Macht mehr ausüben konnten.